# 긴테쓰 라이너스
긴테쓰 라이너스(近鉄ライナーズ)는 1929년 창단한 일본 오사카의 프로 럭비 유니온 팀이다. 긴테쓰에서 경영하고 있으며 홈구장은 하나조노 럭비 경기장이다. 현재 톱 리그에 참가하고 있다.